# Wu Pchej-fu
Wu Pchej-fu, Wu Peifu (zjednodušené znaky: 吴佩孚, tradiční znaky: 吳佩孚, pchin-jin: Wú Pèifú) (22. dubna 1874, Pcheng-laj – 4. prosince 1939, Peking) byl severní militarista a velitel č'-lijské kliky.

## Život

### Mládí
Wu Pchej-fu se narodil ve městě Pcheng-laj, nacházející se v provincii Šan-tung, do chudé rodiny živnostníka. Jeho otec, Wu Kche-čeng, vlastnil malý krámek, který byl pro rodinu jediným finančním příjmem. Ve svých čtrnácti letech se Wu měl oženit v předem domluveném sňatku, ale k samotné svatbě nedošlo z důvodu smrti dívky. V tom samém roce zemřel i jeho otec, což poznamenalo už tak špatnou finanční situaci rodiny. Od té doby se o něj a jeho bratra Wu Wen-fua starala matka sama. V následujících letech Wu Pchej-fu získal klasické vzdělání, při kterém se seznámil se základními myšlenkami konfuciánstvím.

### Počátky vojenské kariéry
V roce 1898 se rozhodl započít vojenskou kariéru a zapsal se na Kchaj-pchingskou vojenskou přípravnou školu, nicméně jeho studium bylo přerušeno Boxerským povstáním. V září roku 1901 politik a vojenský velitel Jüan Š’-kchaj, též někdy přezdívaný „otec militaristů“, dostal císařským ediktem příkaz vybudovat novou armádu (budoucí Pej-jangská armáda). V rámci toho Kchaj-pchingskou vojenskou přípravnou školu reorganizoval v novou Pao-ting vojenskou akademii. Wu Pchej-fu tuto akademii v roce 1903 absolvoval a poté byl rekrutován jako důstojník do Pej-jangské armády. Během rusko-japonské války sloužil jako zpravodajský důstojník pro japonskou armádu.

## Období severních militaristů (1916-1928)

### Vznik klik
Po smrti Jüan Š’-kchaje v červnu roku 1916 došlo k rozštěpení Pej-jangské armády. To ve výsledku znamenalo kolaps centrální vlády v Pekingu a začátek éry severních militaristů. Jednotliví generálové pomocí svých armád kontrolovali jednu či více provincií a začali vést boje mezi sebou navzájem. Už od počátku tohoto období rostlo napětí mezi dvěma klikami. Jednalo se o Č'-lijskou kliku, jejímž zakladatelem byl Feng Kuo-čang, a An-chuejskou kliku se zakladatelem Tuan Čchi-žuejem. Formálním prezidentem Čínské republiky v této době byl Li Jüan-chung, následovaný Feng Kuo-čanem, pravá moc ale sídlila díky velké vojenské podpoře v rukou Tuan Čchi-žueje.
Wu Pchej-fu byl jedním z vysoko postavených vojenských velitelů č'-lijské kliky. V roce 1918 byl povýšen na velitele 3. divize a získal prestižní ocenění fu-wej ťiang-ťün, v překladu generál vzbuzující úctu. Poté měl Wu na základě požadavků Tuan Čchi-žueje dobýt jižní provincie a připojit je k severnímu území ovládaném militaristy. Wu ale tento požadavek odmítl a nakonec podepsal 15. června 1918 mírovou dohodu s jižními provinciemi Číny. Postupně tak začala vznikat aliance zaměřená proti an-chuejské klice.

### An-chuejsko-č'-lijská válka
V roce 1920 naplno vypukl konflikt mezi an-chuejskou a č'-lijskou klikou. Wu Pchej-fu se svými jednotkami obklíčil Peking ze severní strany, zatímco ostatní jednotky postupovaly z jižní strany. Samotné boje trvaly pouhých deset dní a 23. července roku 1920 Tuan Čchi-žuej abdikoval na veškeré své funkce. Po tomto úspěšném tažení č'-lijská klika začala ovládat pekingskou vládu. Z Wu Pchej-fa, nyní už jednoho z vůdčích členů kliky, se postupně začal stávat jeden z nejvlivnějších lidí v severní Číně. V srpnu stejného roku publikoval v novinách svůj plán na vybudování občanského shromáždění, které by se podílelo na formování státu. Tímto krokem si postupně získával popularitu mezi občany země, jeho plán ale nikdy nebyl realizován.

### První a druhá feng-č'-lijská válka
Během dubna roku 1922 došlo na vojenský konflikt mezi klikou Č'-li a Feng-tchien, jejímž vůdcem byl Čang Cuo-lin. V sérii válečných střetů, které probíhaly od dubna do června roku 1922, se Wu Pchej-fovi podařilo obhájit své pozice v Pekingu a zatlačit soupeřící armádu zpět na její základnu.   
Wu Pchej-fu začal připravovat kampaň na sjednocení celé Číny, ale napjaté vztahy s vojenskými spolupracovníky, způsobené jeho přísným postojem, a kruté potlačování dělnické stávky na železnici vedoucí Pekingu do Chan-kchou, postupně oslabily jeho popularitu a moc. Během druhého konfliktu mezi klikami Č'-li a Feng-tchien, trvajícím od září do listopadu roku 1924, utrpěl Wu Pchej-fu porážku. Došlo k oslabení č'-lijské kliky a politickému úpadku Wua, který se stáhl na pohraniční území mezi Chu-nanem a Chu-pejem. K definitivní porážce jeho vojska došlo v roce 1927 při severním pochodu, který organizovala Kuomintangská strana.

## Pozdní život a smrt
Po porážce při severního pochodu žil Wu Pchej-fu v Pekingu, do politiky se už ale nezapojoval. Během této doby byl několikrát kontaktován japonskou armádou, aby se vrátil z odpočinku a stal se součástí loutkové vlády v Mandžusku. Takový návrh byl pro něj ale nepřijatelný, a až do své smrti v roce 1939 tvrdohlavě odmítal jakoukoliv spolupráci s Japonskem.